# Frank Scalice
Frank Scalice o Scalise, all'anagrafe Francesco Scalice e soprannominato Don Ciccio, (Palermo, 31 marzo 1893 – New York, 17 giugno 1957) è stato un mafioso italiano, ma attivo a New York.

## Biografia
Scalice fu uno dei primi boss di quella che in futuro sarà conosciuta come famiglia Gambino e successivamente un vicecapo della famiglia Anastasia.
Immigrato a New York dalla natia Palermo e stabilitosi a Brooklyn, fu coinvolto in numerosi atti criminali fino a diventare capodecina nella famiglia di Salvatore D'Aquila, attiva a Brooklyn.
Dopo l'omicidio di D'Aquila, avvenuto il 10 ottobre 1928, il potere passò nelle mani di Joe Masseria e della sua famiglia attiva a Manhattan. Il successore di D'Aquila, Al Mineo, fece da anello di congiunzione fra Masseria e l'alleanza criminale, entrando in conflitto con Scalice.
Il 5 novembre 1930, Al Mineo e il suo capobastone Steve Ferrigno furono uccisi dai castellammaresi guidati da Salvatore Maranzano e Scalice diventò il nuovo boss della famiglia, saldamente alleato con la famiglia di Maranzano nella Guerra castellammarese.
La faida si concluse il 15 aprile 1931 con l'assassinio di Masseria. Il mese dopo Maranzano si incontrò con i boss di New York per lavorare su un piano di pace e per formare la Commissione. A Scalice fu dato un seggio nella Commissione e fu riconosciuta la guida della Famiglia. Ma il 10 settembre dello stesso anno Maranzano fu ucciso e Scalice fu costretto a fare un passo indietro dal ruolo di boss per i suoi collegamenti con Maranzano. Vincent Mangano fu il suo successore.
Successivamente Scalice continuò a lavorare sotto le direttive di Mangano e Albert Anastasia. Il 17 giugno 1957 fu assassinato in un mercato ortofrutticolo di Arthur Avenue, nella Little Italy del Bronx. Dopo la sua morte il vicecapo di Anastasia fu Carlo Gambino.